# توماس ستيرلينغ
الدكتور توماس ستيرلينغ أستاذ علوم الحاسوب في جامعة ولاية لويزيانا حاليا، وهي كلية مشاركة في معهد كالفورنيا للتكنولوجيا، وعالم المتميز زائر في مخبر أوك ريدج القومي. حصل على شهادة بي إتش دي من معهد ماساتشوستس للتكنولوجيا في عام 1984. قد يكون معروفا أكثر بأنه والد عنقود بياولف (الذي طوره بالتعاون مع دونالد بيكر)، وتقديرا لأبحاثه في بنية الحوسبة بيتافلوبس. شارك الدكتور ستيرلينغ في تأليف ستة كتب، ويحمل ست براءات اختراع. وقد حصل على جائزة غوردون بيل مع المتعاونين في عام 1997. حاليا، يعمل الدكتور على نموذج حاسوبي ثوري يدعى ParalleX. وبالإضافة إلى ذلك، فهو يطور مشرف وقت تشغيل النواة خفيف جدا لدعم MIND.